# Какопетрия
Какопетрия (греч. Κακοπετριά) — деревня на Кипре, расположенная в 55 километрах от столицы, Никосии, на северной стороне подножья гор Троодос. Она находится на высоте 667 метров и является самым высокорасположенной в долине Солеа. Насчитывается около 1200 постоянных жителей на 2001 год. Численность людей возрастает в летние месяцы за счёт туристов. Летом скот уводят в горы, чтобы обезопасить его от жары. Поселение окружено лесом и омывается водами рек Карготис и Гариллис. Они впадают в залив Морфу вместе с рекой Клариос.
Мэром деревни является Димитракис Эвгениу.